# Makiwara (narkotyk)

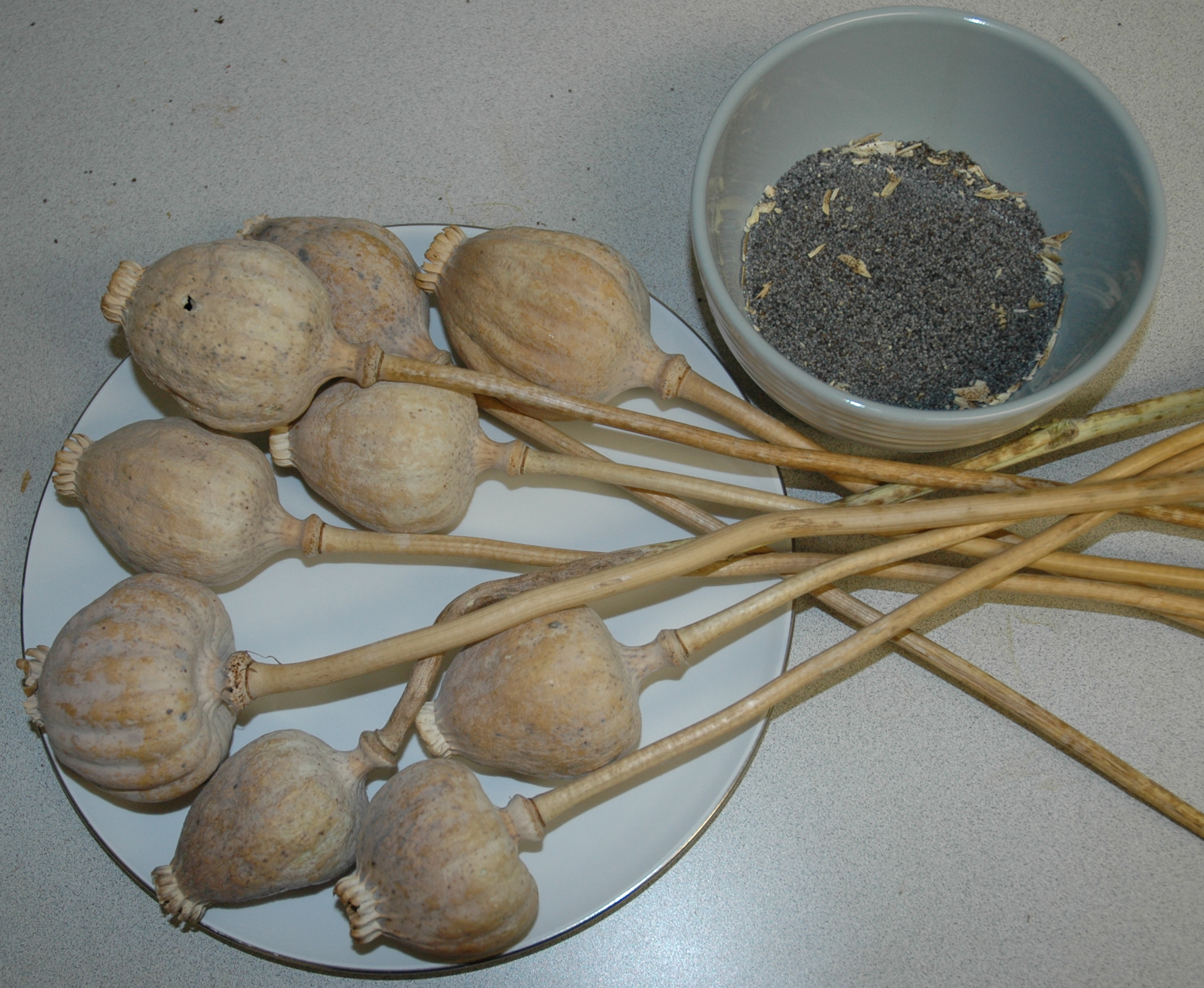
Słoma makowa

Makiwara – potoczna nazwa wywaru otrzymywanego domowymi metodami ze słomy makowej o brunatnej barwie i działaniu zbliżonym do morfiny. Wykazuje działanie przeciwbólowe i silnie uspokajające. Użytkownik przechodzi przez stadia euforii, zobojętnienia i uśpienia. Przygotowanie makiwary polega na gotowaniu pokruszonej lub pociętej słomy makowej z dodatkiem soku z cytryny lub kwasku cytrynowego (opcjonalnie innego kwasu) w celu zwiększenia rozpuszczalności opium w wodzie.

## Objawy przedawkowania
Zwężenie źrenic, znużenie, wymioty. Po pewnym czasie głęboki sen narkotyczny, z którego nie można obudzić nawet pod wpływem najboleśniejszych bodźców. Skóra, początkowo wilgotna, staje się sucha, zimna i blada. Śmierć może nastąpić po kilku lub kilkunastu godzinach na skutek porażenia ośrodka oddechowego albo po kilku dniach na skutek obrzęku płuc.

## Zastosowanie
Makiwarę wykorzystywano jako środek nasenny, podawano ją również, szczególnie na wsi, dzieciom, jako środek uspokajający.